# Broederenkerk (Deventer)
De Broederenkerk, officieel de rooms-katholieke Sint-Lebuïnuskerk, is een kerk in Deventer, gebouwd tussen 1335 en 1338 in opdracht van Eleonora van Engeland, destijds hertogin van Gelre. Voordat de kerk werd gebouwd, was op die plaats rond 1300 al een klooster gesticht door de minderbroeders franciscanen. Hoewel de broeders in 1579 definitief uit klooster en kerk vertrokken, herinnert de informele maar volstrekt ingeburgerde naam van het Godshuis aan hun eeuwenlange aanwezigheid. Van 1579 tot 1799 was het kerkgebouw, met een korte onderbreking, in gebruik bij Deventer protestanten.

## Geschiedenis
Het in de kerk beleden christelijk geloof is diverse keren van denominatie veranderd. Voordat de kerk in 1579 aan de calvinisten werd toegewezen, was de kerk lange tijd een voor de stedelingen openstaande kloosterkerk. De laat middeleeuwse boeteprediker Geert Grote, een van de belangrijkste grondleggers van de Moderne Devotie, woonde er geregeld de mis bij en hield er misschien ook preken. De kerk kwam als gevolg van de Nederlandse Opstand in 1579 in handen van de calvinisten maar was vanaf 1587 weer  enkele jaren lang beschikbaar voor de katholieken van Deventer. 
Toen Deventer in 1591 werd veroverd door Prins Maurits kregen de protestanten de kerk weer in handen. Onder andere de Waalse gemeente heeft het gebouw lange tijd gebruikt voor haar diensten. De kerk is rond 1795 gebruikt als een militair magazijn voor Engelse troepen en vervolgens als Franse kazerne. Tijdens de Bataafse Republiek werden de kerkgebouwen van Deventer opnieuw verdeeld tussen de verschillende geloofsrichtingen. De Broederenkerk kwam hierdoor, voor het eerst na twee eeuwen, in 1799 weer in bezit van de Deventer katholieke gemeenschap. Ze werd op 26 mei 1803, Hemelvaartsdag, opnieuw in gebruik genomen. De kerk is eind negentiende eeuw vrijwel geheel opnieuw opgetrokken en uitgebreid in vroeg neogotische stijl. Alleen de dakconstructie is nog echt middeleeuws te noemen.

## Restauratie
In 2012 en 2013 was de kerk niet in gebruik vanwege grootscheepse herstelwerkzaamheden aan in- en exterieur. Vijftien lindehouten heiligenbeelden die rond 1860 zijn gemaakt in het atelier Cuypers-Stoltzenberg te Roermond werden bij deze gelegenheid gerestaureerd door de Deventer beeldhouwer Karoly Szekeres. In december 2013 werd het kruis op de gevelspits teruggeplaatst, waarmee de kerk weer officieel geschikt werd voor vieringen.

## Lebuïnusparochie
De Broederenkerk is in gebruik bij de Lebuïnusparochie voor Deventer en omstreken. Deze is niet gelieerd aan de Grote of Lebuïnuskerk in Deventer, die is sinds de Reformatie eigendom van de protestanten. De formele naam voor de Broederenkerk is de r.-k. Sint-Lebuïnuskerk, die naam wordt echter in de praktijk nauwelijks gebruikt. In de parochie wordt traditioneel Lebuïnus vereerd. In 1854, toen de parochie werd opgericht, kreeg ze de relieken van Lebuïnus in bezit. Door Jan Hendrik Brom werd in 1891 een nieuwe reliekschrijn gemaakt waarin volgens de overlevering beenderen ingesloten zijn van Lebuïnus, de heilige Marcellinus, de voormalig bisschop  Radboud en Sint-Mildreda. 